# Henry Carter Adams

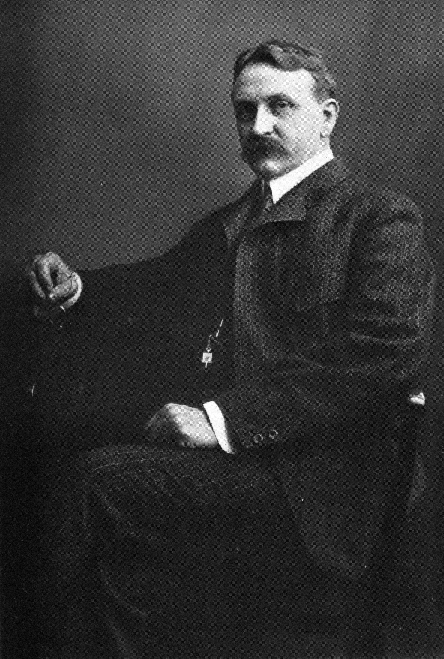
Henry Carter Adams

Henry Carter Adams (* 31. Dezember 1851 in Davenport, Iowa; † 11. August 1921 in Ann Arbor, Michigan) war ein US-amerikanischer Finanz- und Wirtschaftswissenschaftler, der vor allem durch sein Buch A Study of the Principles that Should Control the Interference of the Public Debts über die Staatsverschuldung bekannt wurde.

## Leben
Nach dem Schulbesuch studierte er zunächst am Grinnell College, das er 1874 beendete, und schrieb sich anschließend am Theologischen Seminar in Newton (Massachusetts) ein. Dieses verließ er jedoch kurze Zeit später und studierte politische Ökonomie an der Johns Hopkins University in Baltimore, wo er 1878 einen Philosophiae Doctor (Ph.D. Political Economy) erwarb.
1880 begann er seine berufliche Laufbahn als Hochschullehrer und war zunächst Lecturer an der Johns Hopkins University, an der er bis 1881 unterrichtete. Zugleich wurde er 1880 auch Lecturer an der Cornell University und war dort bis 1887 tätig.
1887 nahm er schließlich den Ruf auf eine Professur für politische Ökonomie an der University of Michigan an und lehrte dort bis zu seinem Tod im Jahre 1921.
Von 1896 bis 1897 stand Adams der American Economic Association als vierter Präsident vor.

## Veröffentlichungen
Neben seiner langjährigen Lehrtätigkeit verfasste Adams auch mehrere Fachbücher zu wirtschaftlichen Themen. Zu seinen bekanntesten Büchern gehören:
- Outline of Lectures upon Political Economy (1886)
- A Study of the Principles that Should Control the Interference of the Public Debts (1887)
- Relation of the State to Industrial Action (1897)
- The Science of Finance (1898)
- American Railway Accounting (1918)